# Jason Piers Wilton Hall
Pour les articles homonymes, voir Hall.
Jason Piers Wilton Hall est un entomologiste américain.

## Parcours
Jason Piers Wilton Hall a fait ses études de 1990 à 1993 au département de zoologie du Saint John's College de l'University d'Oxford. Il a commencé comme chercheur assistant au département d'entomologie de l'Université de Floride de 1994 à 1999, a été  post-doctorant puis chercheur au département d'entomologie du National Museum of Natural History de Washington.
En 2005 il devient président de l'Entomological Society of Washington.
C'est un spécialiste reconnu des papillons néo tropicaux et en particulier des Riodinidae
En son honneur, Theope pseudopedias se nomme en anglais Hall's Theope

## Expéditions
Il a effectué douze expéditions en Équateur, trois au Mexique, et une dans les pays suivants : Belize, Bolivie, Brésil, Costa Rica, Guatemala, Honduras, Pérou, Trinité-et-Tobago et Venezuela ainsi que Kenya, Australie, Salomon, Malaisie, Philippines, Papouasie-Nouvelle-Guinée, Taïwan.
- 1993 Oxford and Cambridge Butterfly Expedition to Ecuador 1993
- 2001 à 2006 Survey of the Andean butterfly fauna of Ecuador
- 2007 à 2011 The Butterflies of Ecuador (Lepidoptera: Papilionoidea) - A Comprehensive Survey of a Megadiverse Fauna

## Publications
- Revision of the Genus Theope, 1999.
- A Phylogenetic Revision of the Napaeina, 2005.

En collaboration avec K.R. Wilmott il a écrit des articles pour le National Geographic magazine :
- Winged gems of Ecuador. Biodiversity paradise.
- Common Butterflies of the Ecuadorian Amazon
- Fossils. Butterfly jewels.

## Travaux sur les genres
Parmi les Riodininae:
- Archaeonympha Hall, 1998.
- Behemothia Hall, 2000.
- Calicosama Hall et Harvey, 2001.
- Dachetola Hall, 2001;
- Detritivora Hall et Harvey, 2002;
- Machaya Hall et Willmott, 1995.
- Panaropsis Hall, 2002.
- Protonymphidia Hall, 2000.
- Seco Hall et Harvey, 2002.

## Espèces décrites
- Riodinidae
  - Anteros nubosus Hall & Willmott, 1995;
  - Archaeonympha smalli Hall & Harvey, 1998;
  - Argyrogrammana caelestina Hall & Willmott, 1995;
  - Argyrogrammana celata Hall & Willmott, 1995;
  - Argyrogrammana natalita Hall & Willmott, 1995;
  - Argyrogrammana pacsa Hall & Willmott, 1998;
  - Argyrogrammana pastaza Hall & Willmott, 1996;
  - Baeotis attali Hall & Willmott, 1998;
  - Calydna fissilisima Hall, 2002;
  - Calydna jeannea Hall, 2002;
  - Calydna nicolayi Hall, 2002;
  - Euselasia andreae Hall, Willmott & Busby, 1998;
  - Euselasia chinguala Hall & Willmott, 1995;
  - Euselasia cyanofusa Hall & Willmott, 1998;
  - Euselasia thaumata Hall & Willmott, 1998;
  - Euselasia illarina Hall & Willmott, 1998;
  - Euselasia jigginsi Hall & Willmott, 1998;
  - Euselasia mapatayana Hall & Willmott, 1998;
  - Euselasia nauca Hall & Willmott, 1998;
  - Euselasia perisama Hall & Lamas, 2001;
  - Euselasia pillaca Hall & Willmott, 1998;
  - Menander aldasi Hall & Willmott, 1995;
  - Stalachtis halloweeni Hall, 2006
  - Theope batesi
  - Theope busbyi
  - Theope euselasina
  - Theope nodosus
  - Theope pseudopedias
  - Theope tetrastigmoides
  - Theope wallacei
  - Theope amicitiae Hall, Gallard et Brévignon
  - Theope christiani Hall et Wilmott
  - Theope dabrerae Hall et Wilmott
  - Theope turneri Hall et Austin
- Pieridae
- Nymphalidae

### Source
- biographie et monographie des publications